# DUOXA1
DUOXA1 (англ. Dual oxidase maturation factor 1) – білок, який кодується однойменним геном, розташованим у людей на 15-й хромосомі. Довжина поліпептидного ланцюга білка становить 343 амінокислот, а молекулярна маса — 37 815.
| 10         |  | 20         |  | 30         |  | 40         |  | 50         |
| ---------- |  | ---------- |  | ---------- |  | ---------- |  | ---------- |
| MATLGHTFPF |  | YAGPKPTFPM |  | DTTLASIIMI |  | FLTALATFIV |  | ILPGIRGKTR |
| LFWLLRVVTS |  | LFIGAAILAV |  | NFSSEWSVGQ |  | VSTNTSYKAF |  | SSEWISADIG |
| LQVGLGGVNI |  | TLTGTPVQQL |  | NETINYNEEF |  | TWRLGENYAE |  | EYAKALEKGL |
| PDPVLYLAEK |  | FTPRSPCGLY |  | RQYRLAGHYT |  | SAMLWVAFLC |  | WLLANVMLSM |
| PVLVYGGYML |  | LATGIFQLLA |  | LLFFSMATSL |  | TSPCPLHLGA |  | SVLHTHHGPA |
| FWITLTTGLL |  | CVLLGLAMAV |  | AHRMQPHRLK |  | AFFNQSVDED |  | PMLEWSPEEG |
| GLLSPRYRSM |  | ADSPKSQDIP |  | LSEASSTKAY |  | CKEAHPKDPD |  | CAL        |

A: Аланін

C: Цистеїн

D: Аспарагінова кислота

E: Глутамінова кислота

F: Фенілаланін

G: Гліцин

H: Гістидин

I: Ізолейцин

K: Лізин

L: Лейцин

M: Метіонін

N: Аспарагін

P: Пролін

Q: Глутамін

R: Аргінін

S: Серин

T: Треонін

V: Валін

W: Триптофан

Задіяний у таких біологічних процесах, як транспорт, транспорт білків, альтернативний сплайсинг. 
Локалізований у мембрані.